# 屑头姬蜂属
屑头姬蜂属（学名：Achorocephalus）是姬蜂科下的一个属。

## 下属物种
本属包括以下物种：
- 毛屑头姬蜂 Achorocephalus polisa
- 云南屑头姬蜂 Achorocephalus yunnanensis He